# Alberto Boggio
Alberto Boggio (Bahía Blanca, 14 de agosto de 1969) é um ex-futebolista profissional argentino que atuava como defensor.

## Carreira
Alberto Boggio se profissionalizou no Rosario Central.

## Seleção
Alberto Boggio integrou a Seleção Argentina de Futebol nos Jogos Olímpicos de 1988, de Seul.